# 小佛塔芋螺
小佛塔芋螺（学名：Conus stupella），是新腹足目芋螺科芋螺属的一种。主要分布于台湾，常栖息在深海。